# Julio Jara Ladrón de Guevara
Julio Baltazar Jara Ladrón de Guevara (Cusco, 13 de marzo de 1947) es un periodista y político peruano. Fue diputado por el departamento del Cusco durante el disuelto periodo 1990-1992 y viceministro del Interior de 1989 a 1990, durante la gestión de Agustín Mantilla en el primer gobierno aprista.

## Biografía
Julio Jara Ladrón de Guevara nació en la ciudad del Cuzco, el 13 de marzo de 1947.
Es miembro del Partido Aprista Peruano y en el año 1986 ejerció como prefecto del Cuzco, siendo su primer cargo político.
En 1989, Julio Jara fue designado como viceministro del Interior, durante la gestión de Agustín Mantilla. Permaneció en el cargo hasta el final del primer gobierno de Alan García en 1990.
En las elecciones parlamentarias de 1990, participó como candidato a la Cámara de Diputados del Congreso de la República representando a su natal Cuzco y resultó elegido como diputado por el Partido Aprista Peruano para el periodo 1990-1995, obteniendo 7,675 votos. Sin embargo el 5 de abril de 1992, su cargo fue disuelto por el autogolpe de estado del presidente Alberto Fujimori.
Luego de dejar el Congreso, Julio Jara se desempeñó como presidente de directorio de la Empresa Nacional de la Coca (ENACO) ese mismo año y luego volvió a ser nombrado en el año 2007 por el segundo gobierno de Alan García. Fue también director del diario El Comercio en la sede del Cuzco.

## Controversias
Debido a su nombramiento como presidente de ENACO, Julio Jara fue cuestionado debido a que, durante su primera gestión como presidente de dicha entidad, fue denunciado de haber malversado fondos para su campaña electoral como candidato al Congreso de la República en 1990, siendo la suma de $500.000.
También se le cuestionó el haber sido viceministro durante la gestión de Agustín Mantilla como titular del MININTER, debido a las investigaciones del Comando “Rodrigo Franco”. En una publicación de la revista Caretas, se denunció que durante su gestión como prefecto se realizaron actos de tortura contra 5 mujeres acusadas de un supuesto vínculo con el terrorismo.
En el año 2005, durante su gestión en el directorio del diario El Comercio en la sede del Cuzco, Julio Jara fue condenado a un año de prisión por el delito de difamación contra Rafael Córdova Paliza, exfuncionario del Gobierno Regional del Cusco, de una supuesta estafa a 42 comunidades campesinas para favorecer al gobierno de Alejandro Toledo. También se le acusó de utilizar el portal periodístico para favorecer a políticos apristas y atacar a personajes de oposición.